# Maurice Rivière
Pour les articles homonymes, voir Rivière (homonymie).
Maurice-Louis-Marie Rivière, né le 6 juin 1859 à Paris et mort le  28 septembre 1930 à Le Vast, est un ecclésiastique français qui fut évêque de Périgueux de 1915 à 1920, puis archevêque d'Aix-en-Provence de 1920 à 1930.

## Biographie
Né à Paris le 6 juin 1859, Maurice-Louis-Marie Rivière est baptisé à l'église Notre-Dame des Victoires. Il est l'aîné d'une famille de six enfants ; le père est architecte de la ville de Paris et administrateur du Crédit Foncier ; la mère est la sœur du député royaliste Georges Gamard et apparentée au futur archevêque de Paris et cardinal Richard de La Vergne. Il fait ses études au Collège Stanislas puis au séminaire français de Rome où il obtient un doctorat en philosophie. 
Il est ordonné prêtre le 8 avril 1882 et envisage tout d'abord de devenir missionnaire avant de changer d'orientation au service de l'archidiocèse de Paris. Il commence comme vicaire à l'église de la Madeleine avant d'être nommé curé de Saint-Antoine-des-Quinze-Vingts en 1898. Il y organise et supervise la construction de la nouvelle église avant de revenir à la Madeleine comme curé.  
Il est choisi le 1er juin 1915 par le pape Benoît XV comme évêque de Périgueux et consacré le 21 septembre par le cardinal Amette. Il est transféré au siège archiépiscopal d'Aix-en-Provence le 9 juillet 1920. 
Il connaît quelques difficultés avec le pape Pie XI auprès duquel, lors d'une visite ad limina en octobre 1926, il se fait l'avocat de l'Action française, condamnée par l'Église. Quelques années plus tard, il doit interdire les funérailles religieuses d'un conseiller municipal, catholique zélé mais membre de l'Action française, affaire qui se terminera par un interdit frappant la paroisse concernée puis la soumission finale des notables de la cité. 
Il meurt, après une longue maladie, au château du Vast, dans la Manche, le 28 septembre 1930 et son inhumation a lieu le 7 octobre 1930 dans la cathédrale Saint-Sauveur d'Aix-en-Provence.